# Supershark
Supershark ist ein US-amerikanischer Horrorfilm von Fred Olen Ray aus dem Jahr 2011.

## Handlung
Vor der Küste Kaliforniens sorgt der Untergang der Tiefsee-Ölplattform Nautilus des Unternehmens Treymor Industries für Verwunderung: Offenbar hat es ein Erdbeben gegeben, das zum Untergang führte. Erstaunlich ist jedoch, dass es keinerlei Öl im Wasser gab. Eine Meeresbiologin der Umweltschutzbehörde OIB, Katherine Carmichael, reist mithilfe des Skippers Chuck zur Unglücksstelle und nimmt eine Wasserprobe. Sie kann chemische Verwitterungsmittel nachweisen, die zum Aufweichen von Gestein verwendet werden. Von der Befragung des einzigen Überlebenden des Unglücks wiederum hat sie erfahren, dass die Gruppe noch nicht auf Öl gestoßen war, da ein massiver Fels das Bohren verhinderte. Daher wurden eben jene Chemikalien in den Fels gekippt. Der Überlebende berichtete Katherine jedoch auch, dass nicht die Chemikalien den Untergang der Plattform verursachten, sondern ein riesiger Hai. Als er bemerkte, wie sie zweifelte, meinte er jedoch, nur Spaß gemacht zu haben.
Dem Hai gelingt es unterdessen unbemerkt diverse Menschen zu töten. Er frisst zwei Taucher, die junge Jill samt Boot sowie einen Surfer. Davon bekommen die Rettungsschwimmer Greg, Tyler und Calli jedoch nichts mit. Greg ist wie jeden Sommer nach Kalifornien gekommen und hatte im Vorjahr eine Affäre mit Tyler. Calli wiederum verliebt sich in Greg und alle drei gehen abends in eine Strandbar. Hier wird die Strandbikinischönheit des Sommers gewählt und Calli mischt sich im Bikini unter die Kandidatinnen. Sie kann Greg jedoch nicht auf sich aufmerksam machen, der lieber Tyler küsst. Calli geht weinend an den Strand und Tyler geht ihr nach. Doch als Calli wünscht, dass sie tot wäre, wird sie von dem Hai verschlungen. Entsetzt über den Tod ihrer Freundin schreit Tyler, doch auch sie wird von dem Hai schließlich gefressen. Greg, der am nächsten Tag am Strand nach den beiden jungen Frauen sucht, wird ebenfalls ein Opfer des Hais, wie auch die beiden Gewinnerinnen des Bikini-Wettbewerbs, die ein Fotoshooting erhalten haben und zusammen mit dem Fotografen ein Opfer des Hais werden: Dieser kann zur Überraschung der Strandgänger auch an Land überleben und sich mithilfe der Flossen fortbewegen.
Katherine konfrontiert den Leiter von Treymor Industries, Roger Wade, mit ihren Erkenntnissen zur Wasserqualität. Er lässt nach einer Schwachstelle in Katherines Biografie forschen, um sie mundtot zu machen, und findet heraus, dass sie vor einiger Zeit von OIB entlassen wurde, da sie die Bekämpfung der Ölindustrie nach dem Tod ihres Bruders zu einer persönlichen Sache werden ließ. Dennoch weiß er, dass sie mit ihren Recherchen recht hatte und organisiert einen Koffer voller Geld, um sie zu bestechen. Unterdessen hat der Hai ein U-Boot der US-Marine zerstört und so die Armee auf sich aufmerksam gemacht. Auch Katherine bekommt den Hai zu Gesicht, als sie mit Chuck erneut auf das Meer fährt. Sie erkennt, dass das Tier von Funkwellen angezogen wird, sodass der Hai ihr Boot in Ruhe lässt, als das Funkgerät ausgestellt wird. Beim nächsten Besuch bei Roger Wade nimmt sie sein Geld an und erklärt ihm anschließend, dass der Hai, und nicht die Chemikalien, Grund für das Unglück waren. Vor der Armee äußert sie die Vermutung, dass die Ölbohrungen einen prähistorischen Hai sozusagen aus dem Winterschlaf gerissen haben; dieser Hai besitzt Fähigkeiten, die bei Tieren später differenziert wurden, kann an Land leben, fliegen und schwimmen, sodass er als „Superhai“ eingeschätzt werden muss.
Da der Nationalfeiertag mit zahlreichen Badegästen kurz bevorsteht, entscheidet sich die Armee, zu handeln. Mit Katherines Hilfe kann der Hai angelockt werden, widersteht jedoch sowohl MP-Feuer, als auch härteren Geschützen. Zudem bringt er einen Laufpanzer, der bisher nur in Afghanistan als Geheimwaffe eingesetzt wurde, zu Fall und zerstört ihn. Katherine kann den Hai in eine Höhle locken, ihm Dynamit in den Rachen werfen und dieses per Fernzündung zur Explosion bringen. Der Hai stirbt, Katherine überlebt mit einem Knalltrauma und wird von Chuck in Empfang genommen.

## Produktion
Supershark wurde in Kalifornien gedreht. Die Kostüme schuf Darragh Marmorstein, die Filmbauten stammen von Peter Dang. Den Titelsong Super Shark schrieb Harvey Scales. Der Film kam am 8. Dezember 2011 in die US-amerikanischen Kinos. In Deutschland erschien der Film am 10. Mai 2012 direkt auf DVD. Supershark war der erste Film, der im Rahmen der Reihe Die schlechtesten Filme aller Zeiten (SchleFaZ), kommentiert von Oliver Kalkofe und Peter Rütten, gezeigt wurde. Die Ausstrahlung am 26. Juli 2013 auf Tele 5 war dabei gleichzeitig die Erstausstrahlung des Films im deutschen Fernsehen.

## Kritik
Das Lexikon des internationalen Films nannte Supershark einen „Trashfilm, der von Ferne an japanische Monsterfilme erinnert; allerdings sind die Computertricks zu schlecht und die Ereignisse zu ermüdend, um mit Godzilla konkurrieren zu können.“ Cinema schrieb knapp: „Eine Wissenschaftlerin und ein Glücksritter jagen einen gefräßigen Urhai. – Billig.“